# Писчий спазм
Писчий спазм — одна из форм фокальной дистонии, характеризующаяся избирательным расстройством моторики руки, вследствие чего затрудняется или становится невозможным письмо, часто затруднены и другие тонкие движения кистью и пальцами. 
Впервые был описан B. Ramazzini в 1713 году, он описал "болезнь писцов", вызванную интенсивной усталостью руки при письме в своей публикации «Болезни рабочих». 

## Классификация
Выделяют несколько форм писчего спазма:
- судорожная — во время письма возникает выраженный спазм мышц;
- паретическая — имеется слабость мышц кисти и предплечья;
- дрожательная — преобладает дрожь при письме;
- невральная — при попытке письма возникает сильная боль в мышцах кисти и предплечья[2].

## Клиническая картина
Заболевание дебютирует с нестабильности почерка, постепенно симптоматика ухудшается, нарушения письма проявляются в стрессовых ситуациях, после физической нагрузки. В дальнейшем пациент замечает, что почерк изменился, скорость письма замедляется. Затем происходит непроизвольное формирование дистонической позы кисти и первые жалобы на нарушение письма.
В дальнейшем пациенты начинают использовать индивидуально выработанные компенсаторные стратегии – корригирующие жесты, компенсаторные позы, которые уменьшают проявления писчего спазма. Постепенно эффект компенсаторных стратегий снижается, появляется страх перед началом письма, нарушения становятся более выраженными, изменяется подпись и в конечном счёте большинство больных отказывается от письма и переходят на печатные устройства.    

## Лечение
В начале заболевания эффективно применение толстых ручек или ручек с мягким нажимом пера, необходимо уменьшить продолжительность письма , по возможности полностью перейти на электронные устройства. 
Из медикаментозной терапии применяют миорелаксанты центрального действия, бензодиазепины, холинолитики, агонисты дофаминовых рецепторов, при дрожательный форме возможно применение бета-адреноблокаторы. Иногда оказываются эффективны антиконвульсанты.